# Honda LPGA Thailand
Honda LPGA Thailand – jest zawodowym kobiecym turniejem golfowym rozgrywanym w ramach cyklu zawodów LPGA Tour. Impreza została zainaugurowana w 2006 jako pierwszy turniej LPGA Tour goszczący w Tajlandii.
Pierwsza edycja miała miejsce na polu golfowym Amata Spring Country Club, jednak od tego czasu organizowany jest on na Siam Country Club Pattaya Old Course.
W 2008 nastąpiła przerwa w organizacji tego turnieju, ale w 2009 powrócił on do kalendarza LPGA Tour. Aktualnie tytuł mistrzyni (2010) dzierży Ai Miyazato z Japonii
.

## Zwyciężczynie
| Data                         | Mistrzyni        | Wynik                 | Przewaga    | 2. miejsce       |
| ---------------------------- | ---------------- | --------------------- | ----------- | ---------------- |
| 21 lutego 2010(dts)          | Ai Miyazato      | -21 (67-67-70-63=267) | 1 uderzenie | Suzann Pettersen |
| 1 marca 2009(dts)            | Lorena Ochoa     | -14 (71-69-68-66=274) | 3 uderzenia | Park Hee-young   |
| w 2008 turniej nie odbył się |                  |                       |             |                  |
| 28 października 2007(dts)    | Suzann Pettersen | -21 (65-68-63-71=267) | 1 uderzenie | Laura Davies     |
| 22 października 2006(dts)    | Han Hee-won      | -14 (67-68-67=202)    | 5 uderzeń   | Diana D'Alessio  |

## Historia
| Data                         | Miejsce zawodów                     | Pula nagród | Nagroda za 1. miejsce |
| ---------------------------- | ----------------------------------- | ----------- | --------------------- |
| 18-21 lutego 2010            | Siam Country Club Old Course        | $1.300.000  | $195.000              |
| 26 lutego-1 marca 2009       | Siam Country Club Plantation Course | $1.450.000  | $210.000              |
| w 2008 turniej nie odbył się |                                     |             |                       |
| 25-28 października 2007      | Siam Country Club Old Course        | $1.300.000  | $195.000              |
| 20-22 października 2006      | Amata Spring Country Club           | $1.300.000  | $195.000              |